# باربارا (مغنية)
مونيكا أندريه سيرف (بالفرنسية: Monique Andrée Serf)‏ (مواليد 9 يونيو 1930 - 24 نوفمبر 1997)، كانت مغنية وممثلة وكاتبة غنائية ومغنية مؤلفة فرنسية بدأت مسيرتها الفنية عام 1958. اسم شُهرتها هو باربارا، وقد أخذت هذا الاسم من اسم جدتِها الروسية باربارا برودسكي.

## روابط خارجية
- باربارا على موقع IMDb (الإنجليزية)
- باربارا على موقع ميوزك برينز (الإنجليزية)
- باربارا على موقع ميوزك برينز (الإنجليزية)
- باربارا على موقع ديسكوغز (الإنجليزية)
- باربارا على موقع قاعدة بيانات الفيلم (الإنجليزية)